# انسان شاد

آرم انسان‌گرایی

انسان خوشحال (به انگلیسی: Happy Human) آیکون و نماد رسمی اتحادیه جهانی انسان‌گرا و اخلاق‌گرا (IHEU) یک بدنه جهانی از سازمان‌های انسان‌گرایی است که توسط سازمان‌های مختلف انسان‌گرا در سراسر جهان به‌کار رفته‌است. منشاء این نماد از مسابقه ترتیب‌داده شده توسط انجمن انسان‌گرای بریتانیایی در سال ۱۹۶۵ برای طراحی یک لوگو برای سازمان است. طرح برگزیده مسابقه از دنیس بارینگتون بود که در بنیاد بیشاپ‌گیت لندن نگهداری می‌شود.

## برخی سازمان‌های به‌کاربرنده نماد
- انجمن انسان‌گرای آمریکایی
- انجمن انسان‌گرای بریتانیایی
- انجمن انسان‌گرای کانادا
- انجمن انسان‌گرای نیوزیلند
- انجمن انسان‌گرای ایرلند
- اتحادیه جهانی انسان‌گرا و اخلاق‌گرا

## سازمان‌های به‌کاربرنده نماد مشابه
- شورای انسان‌گرایی سکولار
- بنیاد مطالعات با شفقت